# Swiss Indoors 2014
Swiss Indoors 2014 byl tenisový turnaj pořádaný jako součást mužského okruhu ATP World Tour, který se hrál na krytých dvorcích s tvrdým povrchem arény St. Jakobshalle. Konal se mezi 20. až 26. říjnem 2014 ve švýcarské Basileji jako 45. ročník turnaje.
Turnaj s rozpočtem 1 915 060 eur patřil do kategorie ATP World Tour 500. Nejvýše nasazeným hráčem ve dvouhře byl druhý tenista světa a basilejský rodák Roger Federer, který se jedenáctou finálovou účastí na jediné události stal mužským rekordmanem v otevřené éře tenisu. Ze Swiss Indoors si odvezl rekordní šestou trofej. Deblovou trofej získala druhá nasazená dvojice Vasek Pospisil s Nenadem Zimonjićem.

## Distribuce bodů a finančních odměn

### Distribuce bodů
| Soutěž  | vítězové | finalisté | semifinalisté | čtvrtfinalisté | 16 v kole | 32 v kole | Q3 | Q2 | Q1 |
| ------- | -------- | --------- | ------------- | -------------- | --------- | --------- | -- | -- | -- |
| dvouhra | 500      | 300       | 180           | 90             | 45        | 0         | 20 | 10 | 0  |
| čtyřhra | 500      | 300       | 180           | 90             | 0         |           |    |    |    |

### Finanční odměny
| Soutěž                                      | vítězové | finalisté | semifinalisté | čtvrtfinalisté | 16 v kole | 32 v kole | Q2     | Q1   |
| ------------------------------------------- | -------- | --------- | ------------- | -------------- | --------- | --------- | ------ | ---- |
| dvouhra                                     | €352 355 | €158 860  | €75 250       | €36 310        | €18 515   | €10 180   | €1 145 | €635 |
| čtyřhra                                     | €104 090 | €46 960   | €22 140       | €10 700        | €5 500    |           |        |      |
| v deblových soutěžích uváděna částka na pár |          |           |               |                |           |           |        |      |

## Dvouhra

### Nasazení hráčů
| Země                          | Hráč            | ATP | Nasazení |
| ----------------------------- | --------------- | --- | -------- |
| Švýcarsko                     | Roger Federer   | 2.  | 1.       |
| Španělsko                     | Rafael Nadal    | 3.  | 2.       |
| Švýcarsko                     | Stan Wawrinka   | 4.  | 3.       |
| Kanada                        | Milos Raonic    | 9.  | 4.       |
| Bulharsko                     | Grigor Dimitrov | 10. | 5.       |
| Lotyšsko                      | Ernests Gulbis  | 13. | 6.       |
| Belgie                        | David Goffin    | 28. | 7.       |
| Chorvatsko                    | Ivo Karlović    | 30. | 8.       |
| Žebříček ATP k 13. říjnu 2014 |                 |     |          |

### Jiné formy účasti na turnaji
Následující hráči obdrželi divokou kartu do hlavní soutěže:
- Marco Chiudinelli
- Borna Ćorić
- Alexander Zverev

Následující hráči postoupili z kvalifikace:
- Simone Bolelli
- Kenny de Schepper
- Gastão Elias
- Pierre-Hugues Herbert

### Odhlášení
před začátkem turnaje
- Julien Benneteau
- Juan Martín del Potro
- Nick Kyrgios

### Skrečování
- Michail Kukuškin (poranění ramena)

## Čtyřhra

### Nasazení párů
| Země                                                                     | Hráč           | Země     | Hráč             | ATP | Nasazení |
| ------------------------------------------------------------------------ | -------------- | -------- | ---------------- | --- | -------- |
| Chorvatsko                                                               | Ivan Dodig     | Brazílie | Marcelo Melo     | 19. | 1.       |
| Kanada                                                                   | Vasek Pospisil | Srbsko   | Nenad Zimonjić   | 21. | 2.       |
| Indie                                                                    | Rohan Bopanna  | Kanada   | Daniel Nestor    | 31. | 3.       |
| Polsko                                                                   | Łukasz Kubot   | Švédsko  | Robert Lindstedt | 40. | 4.       |
| Žebříček ATP k 13. říjnu 2014; číslo je součtem umístění obou členů páru |                |          |                  |     |          |

### Jiné formy účasti
Následující páry obdržely divokou kartu do hlavní soutěže:
- Marco Chiudinelli /  Michael Lammer
- Sandro Ehrat /  Henri Laaksonen

Následující pár postoupil do hlavní soutěže z kvalifikace:
- Colin Fleming /  Jonathan Marray

## Přehled finále

### Mužská dvouhra
- Roger Federer vs.  David Goffin, 6–2, 6–2

### Mužská čtyřhra
- Vasek Pospisil /  Nenad Zimonjić vs.  Marin Draganja /  Henri Kontinen, 7–6(15–13), 1–6, [10–5]